# انگلستان در قرون وسطای متأخر

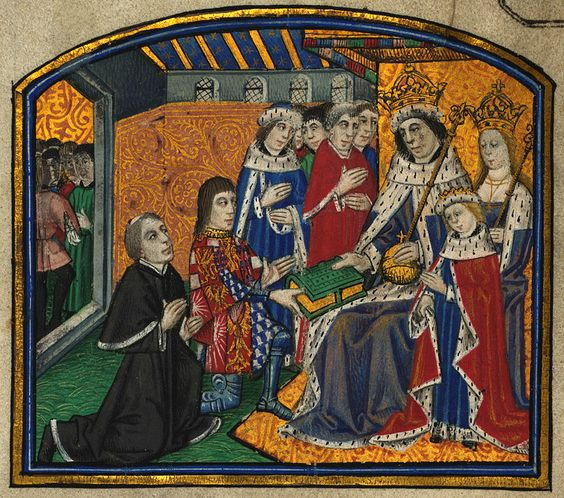
آنتونی وودویل، ارل ریورز و ویلیام کاکستون نخستین کتاب چاپ شده به زبان انگلیسی را به ادوارد چهارم ارائه کردند

انگلستان در قرون وسطای متأخر (انگلیسی: England in the late Middle Ages) در تاریخ انگلستان، قرون وسطای متأخر شامل سلسله رویدادهای تاریخی میان پایان عصر پادشاهان آنژوین انگلستان و به قدرت رسیدن هنری دوم — که بسیاری آن را نشانهٔ آغاز دودمان پلانتاژنه می‌دانند — تا زمان رسیدن تاج و تخت به دست دودمان تودور می‌باشد.